# 達納氏長鱸
達納氏長鱸，為輻鰭魚綱鱸形目鱸亞目鮨科的其中一種，分布於中西大西洋的維京群島海域，棲息深度約35公尺，體長可達6.8公分，為底棲性魚類，屬肉食性，生活習性不明。

## 擴展閱讀
維基物種上的相關：達納氏長鱸